# Harald Andersén
Pour les articles homonymes, voir Andersen.
Harald Fridolf Andersén (né le 4 avril 1919 à Helsinki, où il est mort le 28 mai 2001) est un chef de chœur, compositeur et professeur de musique finlandais. Il a joué un rôle essentiel pour la direction chorale en Finlande.

## Biographie
Andersén est diplômé en économie de l'École suédoise d'économie à Helsinki en 1939 et a ensuite étudié à l'Académie Sibelius jusqu'en 1946. En 1955, pour soutenir l'enseignement de la direction chorale, il a fondé le Chœur de Chambre Cantemus en 1958.
Andersén était également professeur de musique et expert en musique sacrée. Il a conduit, entre autres, le Chœur de Chambre de la Radiodiffusion finlandaise, avec lequel il a fait plusieurs enregistrements. Il a également fondé un important institut de direction chorale  en Finlande, l'Institut Klemetti (fi)). Andersén a également enseigné à l'Académie Sibelius.
Andersén est devenu docteur honoris causa en théologie en 1974. Il a reçu la médaille Pro Finlandia en 1966.

## Liens de la traduction
- (sv)/(fi) Cet article est partiellement ou en totalité issu des articles intitulés en suédois « Harald Andersén » (voir la liste des auteurs) et en finnois « Harald Andersén » (voir la liste des auteurs).